# Jatropha cinerea
Jatropha cinerea là một loài thực vật có hoa trong họ Đại kích. Loài này được (Ortega) Müll.Arg. mô tả khoa học đầu tiên năm 1866.

## Hình ảnh

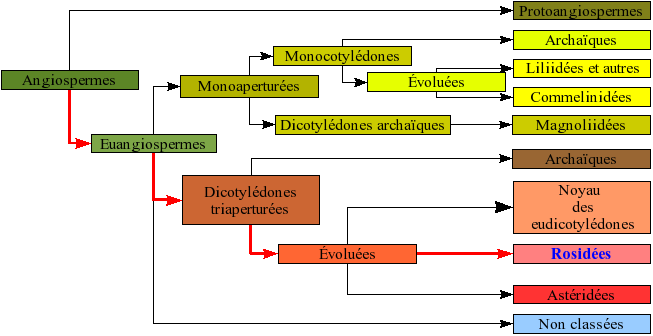
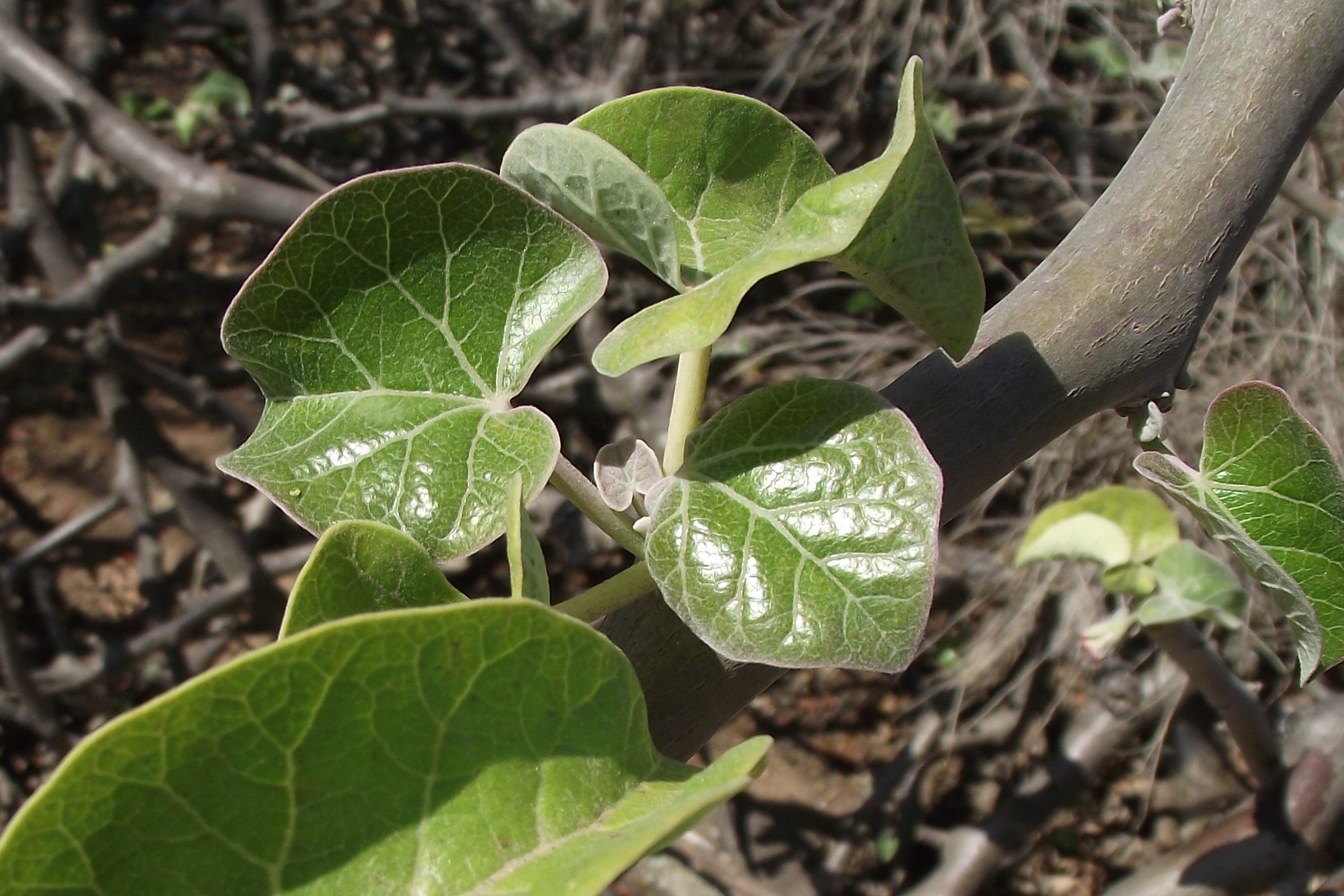